# Jan Stanisław Mieroszewski
Jan Stanisław Wiktor Krzysztof Mieroszewski (Mieroszowski) herbu Ślepowron, hrabia (ur. 27 grudnia 1827 w Krakowie, zm. 4 stycznia 1900 tamże) – ziemianin, polityk konserwatywny, pisarz, poseł na Sejm Krajowy Galicji V kadencji, poseł do Rady Państwa.

## Życiorys
W latach 1841–1843 uczył się w Gimnazjum Św. Anny, następnie studiował filozofię i prawo na Uniwersytecie we Fryburgu. Pod koniec wakacji 1846 przyjechał do Krakowa i pod wpływem ojca stał się przeciwnikiem konspiracji i powstań zaczął unikać bliższych kontaktów z emigracją polską. W styczniu 1849 objął dobra chrzanowskie, sprzedał je  w 1856 i kupił wieś Karniowice, gdzie mieszkał do 1863 a następnie przeniósł się do Krakowa.
W latach 1866–1872 był radnym miasta Krakowa, z jego inicjatywy przeprowadzono korzystną dla miasta reorganizację finansów oraz rozpoczęto zabiegi o rządowe inwestycje przemysłowe. Należał jednak do przeciwników prezydenta Józefa Dietla. Był także członkiem Rady Powiatowej w latach 1868, 1871, 1874 był wybierany marszałkiem powiatu krakowskiego. We wrześniu 1874 w wyborach uzupełniających został posłem do Rady Państwa z okręgu gmin wiejskich powiatów: krakowskiego, chrzanowskiego i wielickiego. Urażony postępowaniem Kornela Krzeczunowicza i Leona Chrzanowskiego, wyłamał się z zasady solidarności i wystąpił z Koła Polskiego. Atakowany ostro podkreślał w Izbie swój lojalizm w stosunku do Wiednia. Głosował jednak w większości spraw krajowych zgodnie z innymi posłami polskimi. W Radzie Państwa domagał się od rządu regulacji rzek galicyjskich, zalesienia i ochrony gór, nowoczesnego ustawodawstwa przemysłowego, rozbudowy szkolnictwa w Galicji. Obawiając się utraty pozycji za namową przyjaciół w styczniu 1879 powrócił do Koła Polskiego w Radzie. Wygrał również wybory parlamentarne do Sejmu Krajowego Galicji w 1879 w okręgu Kraków–Chrzanów–Wieliczka, jednak złożył mandat. W listopadzie 1881 uzyskał po raz trzeci mandat do Rady Państwa z Krakowa. Jako radca rządowy w lutym 1880 wyjechał do Sarajewa miał nadzieję na objęcie stanowiska gubernatora, do czego nie doszło wskutek przeciwdziałania administracji niemieckiej w 1881 wrócił do Krakowa. Pozostawił interesujący opis Bośni, jej historii, literatury, obyczajów, stosunków religijnych i spraw społeczno-gospodarczych w Listach z Sarajewa (wyd. 1884). W maju 1883 uzyskał mandat do Sejmu Krajowego Galicji z IV kurii  z okręgu gmin wiejskich Kraków–Mogiła–Liszki–Skawina. W Izbie występował w sprawach reformy wyborczej, ochrony lasów, szkolnych. Skłócony z konserwatystami krakowskimi, wstąpił do skupiającego podolaków sejmowego klubu „Centrum”, którego program głosił potrzebę współpracy z dynastią i rządem, ale jednocześnie obronę interesów Galicji.
W grudniu 1885, złożył mandat poselski, w styczniu 1886 wycofał się całkowicie z życia publicznego i przeniósł się do Bratysławy, skąd powrócił w 1888 do Krakowa. Należał do wielu stowarzyszeń i organizacji o charakterze gospodarczym i charytatywnym; był członkiem założycielem Towarzystwa Leśnego Galicji Zachodniej (1850–1854), członkiem Galicyjskiego Towarzystwa Gospodarskiego we Lwowie. Należał do Wydziału Okręgowego Galicyjskiego Towarzystwa Kredytowego Ziemskiego w Krakowie, działał w Towarzystwie Dobroczynności (od 1873 jako wiceprezes). Miał tytuł ordynata mysłowickiego, w 1869, wraz z bratem Sobiesławem, otrzymał tytuł hrabiowski. W 1881 został honorowym obywatelem Skawiny. W wybudowanym przez siebie w Krakowie domu przy ulicy Krupniczej 11 zgromadził wartościowy księgozbiór, archiwum oraz zbiór dzieł sztuki. Ufundował kilka stypendiów dla ubogich studentów.

## Stosunki rodzinne
Był synem dyrektora policji i senatora Wolnego Miasta Krakowa Jana Mieroszewskiego i Wiktorii z domu Klose. Jego bratem był znany publicysta i polityk konserwatywny Sobiesław Mieroszewski (1836-1886). W 1852 ożenił się z Emilią Oesterle (1827–1877), córką fryburskich mieszczan, poznaną w czasie studiów. Małżeństwo było jednak źle widziane w arystokratycznych kręgach Krakowa i było jedną z przyczyn izolacji Mieroszewskiego. Miał trzech synów: Jana Karola (1854–1914), ordynata mysłowickiego, Sobiesława Krzysztofa (1856-1899) i ostatniego ordynata mysłowickiego Krzysztofa Emila (1857-1915).

## Odznaczeni
- komandorią Krzyża Mariańskiego Zakonu Niemieckiego (pełnił także obowiązki komtura zakonu na Galicję),
- Orderem Żelaznej Korony 3 klasy
- Krzyżem Oficerskim Korony Włoskiej